# Lijst van olympische medaillewinnaars beachvolleybal
Beachvolleybal, een discipline binnen de olympische sport volleybal, staat sinds 1996 op het programma van de Olympische Spelen. Deze pagina geeft de lijst van olympische medaillewinnaars in deze sport.

## Mannen
| Editie | Goud | Goud                               | Zilver | Zilver                                   | Brons | Brons                             |
| ------ | ---- | ---------------------------------- | ------ | ---------------------------------------- | ----- | --------------------------------- |
| 1996   | USA  | Karch Kiraly Kent Steffes          | USA    | Mike Dodd Mike Whitmarsh                 | CAN   | John Child Mark Heese             |
| 2000   | USA  | Dain Blanton Eric Fonoimoana       | BRA    | Zé Marco Ricardo Santos                  | GER   | Jörg Ahmann Axel Hager            |
| 2004   | BRA  | Ricardo Santos Emanuel Rego        | ESP    | Javier Bosma Pablo Herrera               | SUI   | Patrick Heuscher Stefan Kobel     |
| 2008   | USA  | Phil Dalhausser Todd Rogers        | BRA    | Márcio Araújo Fábio Luiz Magalhães       | BRA   | Emanuel Rego Ricardo Santos       |
| 2012   | GER  | Julius Brink Jonas Reckermann      | BRA    | Alison Cerutti Emanuel Rego              | LAT   | Mārtiņš Pļaviņš Jānis Šmedinš     |
| 2016   | BRA  | Alison Cerutti Bruno Oscar Schmidt | ITA    | Daniele Lupo Paolo Nicolai               | NED   | Alexander Brouwer Robert Meeuwsen |
| 2020   | NOR  | Anders Mol Christian Sørum         | ROC    | Vjatsjeslav Krasilnikov Oleg Stojanovski | QAT   | Ahmed Tijan Cherif Younousse      |
| 2024   | SWE  | David Åhman Jonatan Hellvig        | GER    | Nils Ehlers Clemens Wickler              | NOR   | Anders Mol Christian Sørum        |

| Land | Goud | Zilver | Brons |
| ---- | ---- | ------ | ----- |
| USA  | 3    | 1      | 0     |
| BRA  | 2    | 3      | 1     |
| GER  | 1    | 1      | 1     |
| NOR  | 1    | 0      | 1     |
| SWE  | 1    | 0      | 0     |
| ESP  | 0    | 1      | 0     |
| ITA  | 0    | 1      | 0     |
| ROC  | 0    | 1      | 0     |
| CAN  | 0    | 0      | 1     |
| LAT  | 0    | 0      | 1     |
| NED  | 0    | 0      | 1     |
| QAT  | 0    | 0      | 1     |
| SUI  | 0    | 0      | 1     |

Meervoudige medaillewinnaars
| Succesvolste                                                                                        | Meervoudige |
| --------------------------------------------------------------------------------------------------- | ----------- |
| 1-1-1 Emanuel Rego 1-1-1 Ricardo Santos 1-1-0 Alison Cerutti 1-0-1 Anders Mol 1-0-1 Christian Sørum |             |

## Vrouwen
| Editie | Goud | Goud                                   | Zilver | Zilver                                   | Brons | Brons                             |
| ------ | ---- | -------------------------------------- | ------ | ---------------------------------------- | ----- | --------------------------------- |
| 1996   | BRA  | Jackie Silva Sandra Pires              | BRA    | Adriana Samuel Mônica Rodrigues          | AUS   | Natalie Cook Kerri Pottharst      |
| 2000   | AUS  | Natalie Cook Kerri Pottharst           | BRA    | Shelda Bede Adriana Behar                | BRA   | Sandra Pires Adriana Samuel       |
| 2004   | USA  | Misty May Kerri Walsh                  | BRA    | Shelda Bede Adriana Behar                | USA   | Holly McPeak Elaine Youngs        |
| 2008   | USA  | Misty May-Treanor Kerri Walsh Jennings | CHN    | Tian Jia Wang Jie                        | CHN   | Xue Chen Zhang Xi                 |
| 2012   | USA  | Misty May-Treanor Kerri Walsh Jennings | USA    | Jennifer Kessy April Ross                | BRA   | Juliana Felisberta Larissa França |
| 2016   | GER  | Laura Ludwig Kira Walkenhorst          | BRA    | Ágatha Bednarczuk Bárbara Seixas         | USA   | April Ross Kerri Walsh Jennings   |
| 2020   | USA  | Alix Klineman April Ross               | AUS    | Mariafe Artacho del Solar Taliqua Clancy | SUI   | Joana Heidrich Anouk Vergé-Dépré  |
| 2024   | BRA  | Ana Patrícia Ramos Duda Lisboa         | CAN    | Melissa Humana-Paredes Brandie Wilkerson | SUI   | Tanja Hüberli Nina Brunner        |

| Land | Goud | Zilver | Brons |
| ---- | ---- | ------ | ----- |
| USA  | 4    | 1      | 2     |
| BRA  | 2    | 4      | 2     |
| AUS  | 1    | 1      | 1     |
| GER  | 1    | 0      | 0     |
| CHN  | 0    | 1      | 1     |
| CAN  | 0    | 1      | 0     |
| SUI  | 0    | 0      | 2     |

Meervoudige medaillewinnaars
| Succesvolste | Meervoudige                                                |
| --- | ---------------------------------------------------------- |
| 3-0-1 Kerri Walsh Jennings 3-0-0 Misty May-Treanor 1-1-1 April Ross 1-0-1 Natalie Cook 1-0-1 Kerri Pottharst 1-0-1 Sandra Pires | 0-2-0 Shelda Bede 0-2-0 Adriana Behar 0-1-1 Adriana Samuel |

Tokio 1964 · 
Mexico-stad 1968 · 
München 1972 · 
Montréal 1976 · 
Moskou 1980 · 
Los Angeles 1984 · 
Seoel 1988 · 
Barcelona 1992 · 
Atlanta 1996 · 
Sydney 2000 · 
Athene 2004 · 
Peking 2008 · 
Londen 2012 · 
Rio de Janeiro 2016 · 
Tokio 2020 · 
Parijs 2024 · 
Los Angeles 2028 
Medaillewinnaars: Beachvolleybal · Zaalvolleybal